# Quetzalli Alvarado
Quetzalli Alvarado Godinez est une arbitre mexicaine de football née le 12 juin 1975.

## Carrière
Quetzalli Alvarado est une arbitre internationale depuis 2004. Elle fait partie des 16 arbitres retenues pour la Coupe du monde de football féminin 2011. En 2014, elle fait partie des arbitres de la Coupe du monde des U20, au Canada